# Wizards and Warriors
Wizards & Warriors (Magos y Guerreros) es un videojuego de consola desarrollado por la compañía Rare.Ltd para el NES y lanzado en 1987 por la compañía Acclaim en los Estados Unidos, seguido por su lanzamiento en Japón y Europa en los años 1988 y 1990, respectivamente. Wizards and Warriors es el primer juego de una trilogía con el mismo nombre en la cual el jugador controla a un guerrero de nombre Kuros que debe atravesar una serie de áreas o mundos plagados de enemigos en un ambiente de magia y aires medievales con tal de luchar contra el malvado mago Malkil. En el juego original de la saga el jugador atraviesa el Reino de Elrond para rescatar a la princesa del reino, que ha sido secuestrada por Malkil.
El juego tuvo dos secuelas que completan la trilogía para el NES: Ironsword: Wizards & Warriors II y Wizards & Warriors III - Kuros: Visions of Power, además de una versión para el Gameboy de Nintendo titulada Wizards & Warriors X: The Fortress of Fear. 